# Instytut Turystyki
Instytut Turystyki – jednostka badawczo-rozwojowa Komitetu Kultury Fizycznej i Turystyki powstała w 1972 r.  w wyniku przekształcenia Instytutu Naukowego Kultury Fizycznej, w celu prowadzenia interdyscyplinarnych i kompleksowych badań turystyki i rekreacji oraz wspierania rozwoju aktywności fizycznej i wypoczynku człowieka.  
Powołanie Instytutu pozostawało w ścisłym związku z ustawą z 1961 r. o instytutach naukowo-badawczych.
Nadzór nad Instytutem sprawował Przewodniczący Głównego Komitetu Kultury Fizycznej i Turystyki.

## Zadania Instytutu
Do zadań Instytutu należało:
- prowadzenie badań naukowych związanych z turystyką i wypoczynkiem,
- współdziałanie we wdrażaniu wyników badań naukowych,
- współdziałanie w tym zakresie z innymi placówkami,
- kształcenie i doskonalenie kadr specjalistów w zakresie turystyki.

## Organizacja Instytutu
Instytut przejął zadania z zakresu turystyki należące do:
- Instytutu Naukowego Kultury Fizycznej,
- katedr i zakładów turystyki w wyższych szkołach wychowania fizycznego,
- innych jednostek określonych przez Przewodniczącego Głównego Komitetu Kultury Fizycznej i Turystyki.

Dotychczasowe zadania z zakresu kultury fizycznej, należące do Instytutu Naukowego Kultury Fizycznej przejęły wyższe szkoły wychowania fizycznego.